# Sich auf französisch empfehlen
Sich (auf) französisch empfehlen ist eine umgangssprachliche Redensart, mit der das Verlassen einer gesellschaftlichen Zusammenkunft ohne Verabschiedung bezeichnet wird. Gleichbedeutend sind die Wendungen polnischer Abgang, sich polnisch verabschieden, sich auf polnisch empfehlen (vor allem in Nordostdeutschland) und holländisch abfahren (im Nordwesten).

## Etymologie
Der Volkskundler Lutz Röhrich führt die Redensarten auf das „Verlangen des einen Volkes oder Stammes, den Nachbarn Unhöflichkeit und allerlei sonstige Charakterfehler nachzusagen“ zurück. Zum Vergleich führt er ähnliche Redensarten in anderen Sprachen an, so to take a French leave im Englischen und filer à l'anglaise im Französischen.
Die Redensart Sich auf polnisch verabschieden geht mindestens auf das 19. Jahrhundert zurück; Wilhelm Borchardt sah den Ursprung 1888 in seinem Werk Die sprichwörtlichen Redensarten im deutschen Volksmunde nach Sinn und Ursprung erläutert in der Provinz Preußen, wohin, so Borchardt, „häufig der Geschäfte halber polnische Kaufleute kamen, die sich dann schleunigst wieder aus dem Staube machten, ohne vorher ihre Schulden berichtigt zu haben“. Hingegen bezeichnen Matthias Stolz und Ole Häntzschel als Verfasser eines Artikels, der 2014 im Zeit-Magazin erschienen ist, den Ausdruck „polnischer Abgang“ als „jüngere Redewendung“, die in den Jahren nach dem Mauerfall entstanden sei. Sie beziehen sich dabei auf eine germanistische Studienarbeit.

## Soziale Bedeutung
In traditionellen Deutungen wird ein grußloses Verlassen zumeist als Unhöflichkeit gegenüber dem Gastgeber gewertet, was sich in Redewendungen wie „sich davonstehlen“ widerspiegelt. Matthias Stolz und Ole Häntzschel stellen hingegen in Frage, ob es tatsächlich höflich sei, den Gastgeber „in seiner Feierlaune [zu] bremsen, nur weil man wegwill oder -muss“.